# Кобелєво (Архангельська область)
Кобелєво (рос. Кобелево) — присілок в Пінезькому районі Архангельської області Російської Федерації.
Населення становить 121 особу. Входить до складу муніципального утворення Покшеньгське муніципальне утворення.

## Історія
Від 1937 року належить до Архангельської області.
Орган місцевого самоврядування від 2004 року — Покшеньгське муніципальне утворення.

## Населення
| 2002 | 2010 | 2012 |
| ---- | ---- | ---- |
| 132  | ↘102 | ↗121 |